# Ventas (empresa)
A Ventas Inc. é um grupo de investimentos em imobiliário, com sede em Chicago. É uma das 1000 maiores empresas dos Estados Unidos, tendo 1877 subsidiárias.